# 余文獻
余文獻（1506年—1562年），字伯初，號九崖（九厓），江西九江府德化縣封郭洲人，民籍，明朝政治人物。

## 生平
嘉靖十三年（1534年）甲午科江西鄉試第三名舉人。嘉靖二十三年（1544年）甲辰科進士。授刑部主事，乞便养，改南京兵部车驾司主事，時員外郎楊繼盛得罪嚴嵩下獄，凡獄中飲食、藥餌及家人安置、後事皆由文獻安排。升南吏部验封司郎中，丁父憂歸。服闋，補禮部主事，累官禮部祠祭司郎中，三十四年閏十一月陞雲南按察司副使，提調學校，擢浙江布政司參政，改督儲，与上官不合，稱病告歸。築慈壽堂，侍奉母亲，旦夕不离左右。家居二年，嘉靖四十一年卒，年五十七。
2010年清明后，江西九江市原开发区七里湖街道九龙村（现改属八里湖新区）余氏后人在清理向塘余家坝山坡上被盗的一座“进士墓”中，发现破裂的墓誌銘盖和一块完整的墓碑，上面用楷体字刻有“故亚中大夫浙江布政使司参政九厓余公墓   大学士华亭徐阶题  嘉靖四十二年癸亥十二月庚申日”等字样。过了一年到2011年4月，因要遷墓，又进行了一次清理，发现破裂的墓誌銘。

## 家族
曾祖余旻；祖父余志琳；父余仁。母王氏。二子：堯卿、堯岳。